# Halichoeres pelicieri
Halichoeres pelicieri là một loài cá biển thuộc chi Halichoeres trong họ Cá bàng chài. Loài này được mô tả lần đầu tiên vào năm 1982.

## Từ nguyên
Từ định danh pelicieri được đặt theo tên của Daniel Pelicier (1946 – 2018), nhà thu thập và xuất khẩu cá cảnh ở Flic-en-Flac (một ngôi làng ven biển ở Mauritius), người đã thu thập gần như tất cả mẫu vật (trừ một) dùng để mô tả loài cá này cũng như chụp các bức ảnh của chúng.

## Phạm vi phân bố và môi trường sống
H. pelicieri là một loài đặc hữu của quần đảo Mascarene, được tìm thấy tại Mauritius và Réunion. Ghi nhận của H. pelicieri tại Nam Phi và Mozambique là do nhầm lẫn với loài Halichoeres zeylonicus.
H. pelicieri sống trên nền đáy cát và đá sỏi ở độ sâu khoảng 20–85 m.

## Mô tả
H. pelicieri có chiều dài cơ thể lớn nhất được ghi nhận là 10 cm. H. pelicieri có một sọc vàng dọc theo chiều dài cơ thể (cả cá đực và cá cái), từ mõm băng qua mắt, kết thúc bởi một đốm đen ở gốc vây đuôi ở cá cái và cá con (cá con có thêm một sọc vàng rất mỏng ở dưới đường bên). Cá đực có màu xanh lục lam với một dải đen dọc vây lưng.
Số gai ở vây lưng: 9; Số gai ở vây hậu môn: 3; Số gai ở vây bụng: 1; Số tia vây ở vây bụng: 5.

## Phân loại học
H. pelicieri tạo thành một nhóm phức hợp loài cùng với H. zeylonicus, Halichoeres hartzfeldii, Halichoeres leptotaenia và Halichoeres gurrobyi.